# Die Horde
Die Horde (OT: La Horde) ist ein französischer Horror-/Actionfilm aus dem Jahr 2009. Der Zombiefilm wurde von den Regisseuren Yannick Dahan und Benjamin Rocher gedreht.

## Handlung
Nach der Ermordung des Polizisten Mathias Rivoallan durch eine Gangsterbande um das Brüderpaar Adewale, „Ade“ genannt, und Bola beschließen seine Kollegen, den Mord zu rächen. Zu viert dringen die Polizisten in ein Hochhaus in einem Pariser Banlieue ein. Unter ihnen Jimenez, Aurore, die von dem Getöteten ein Kind erwartet, Ouessem und Tony. Doch die Gangster überraschen die Polizisten und verwunden Jimenez und Tony schwer, ehe Ade schließlich Jimenez tötet. Als sie die anderen Polizisten hinrichten wollen, stürmt jedoch ein zuvor von Bola getöteter Gefangener den Raum, der zum übermenschlich starken Zombie mutiert ist. Bis auf Greco fallen die anderen Komplizen von Ade dem Zombie zum Opfer. Als Ade den Zombie schließlich mit einer Shotgun niederstreckt, mutieren seine gebissenen Komplizen ebenfalls zu Zombies. Den Überlebenden gelingt die Flucht aufs Dach. Dort müssen sie feststellen, dass mittlerweile ganz Paris von Zombies bevölkert wird.
Die ungleiche Gruppe beschließt nach einigen Diskussionen, zusammenzuarbeiten. Zurück im Hochhaus wird die Gruppe durch Zombies in zwei Teile gespalten. Während Ade, Ouessem, Bola und Greco, der beim Angriff gebissen wurde, auf den Kriegsveteranen René treffen, schlagen sich Aurore und Tony nun alleine durch. René offenbart der Vierergruppe die einzige Möglichkeit, mit dem Gebissenen umzugehen: Amputation. Dies lehnt Greco jedoch ab. Die Gruppe beschließt, über den Fahrstuhlschacht nach unten zu gelangen. Derweil schlägt Tony Aurore, die diesen erschießen wollte, da auch er von einem Zombie gebissen wurde und langsam mutiert, nieder. Nachdem sie wieder aufgewacht ist, verfolgt sie Tony. Die beiden treffen am Fahrstuhlschacht wieder zur Gruppe. Tony wird, ohne zu zögern, von Aurore per Kopfschuss getötet, was zu einem Konflikt zwischen Ouessem und ihr führt.
Greco gelingt es indessen, Zwietracht zwischen Ade und Bola zu säen. Er und Bola überwältigen und entwaffnen die restliche Gruppe am Ende des Schachts und fliehen in die Tiefgarage. Der Rest der Gruppe bewaffnet sich in der Waffenkammer des Hausmeisters wieder. Schließlich brechen die Zombies durch den Eingang. Die Gruppe flieht zur Tiefgarage. Dort muss Ade mit ansehen, wie der zum Zombie mutierte Greco seinen Bruder verspeist, und tötet seinen ehemaligen Kumpanen. Unterdessen stürmen die Zombies die Tiefgarage. Ouessem beschließt zu bleiben, um der Gruppe einen Vorsprung zu geben. Während er allein gegen eine ganze Horde von Zombies kämpft und heldenhaft stirbt, fliehen Aurore, Ade und René durch die engen Gänge zum Ausgang, verfolgt von einer großen Schar Zombies. René opfert sich schließlich, indem er sich selbst und die Zombies mit einer Granate in die Luft sprengt. Aurore und Ade gelingt die Flucht nach draußen.
Als Ade um seinen Bruder trauert, erschießt Aurore ihn mit einem Schuss in den Hinterkopf. Während sie auf die Leiche herabblickt, hört man im Hintergrund eine sich nähernde Zombieschar.

## Hintergrund
Die Horde wurde von Yannick Dahan und Benjamin Rocher eher als Actionfilm, denn als Zombiefilm konzipiert. Anregungen holten sich die Regisseure bei 1980er Actionfilmen, insbesondere bei Conan der Barbar, der den Showdown zwischen Ouessem und der titelgebenden Zombiehorde inspirierte. Im Making of distanzierten sie sich von den Zombiefilmen von George A. Romero und äußern sich stolz darüber, Rollen mit Schauspielern afrikanischer Herkunft besetzt zu haben, was im französischen Film nach ihrer Aussage viel zu selten passieren würde. Beeindruckt zeigten sich die Schauspieler des Films außerdem von der Leistung Claude Perrons, die als einzige Frau im Film den männlichen Kollegen die Show stahl.

## Fassungen
Eine deutschsprachige Version von Die Horde lief im Rahmen der Fantasy Filmfest Nights am 20. März 2010 in Berlin. Eine gekürzte Fassung erschien am 18. Mai 2010 über Kinowelt auf DVD und am 1. Juli 2010 als Blu-Ray. Die Version unterscheidet sich um sechs Minuten von der französischen Originalversion und ist um mehrere Gewalt- und Dialogszenen gekürzt. Am 1. Juli 2010 erschien in Österreich eine ungeprüfte Fassung des Films, die gegenüber der französischen Erstveröffentlichung vier Minuten mehr Handlung aufweist und in den Gewaltszenen ungekürzt ist. Im Jahre 2012 wurde der Film dann in seiner ungekürzten Fassung auf den Index gesetzt. Im Oktober 2013 wurde der Film dann gerichtlich geprüft und daraufhin nach § 131 StGB bundesweit beschlagnahmt. Im Januar 2014 ging Rechtsinhaber StudioCanal erfolgreich gegen den Gerichtsbeschluss vor und konnte die Beschlagnahme wieder aufheben. Der Film bleibt jedoch weiterhin auf Liste A der jugendgefährdenden Medien indiziert. Im Herstellungsland Frankreich erhielt der Film für die Kinoauswertung hingegen eine Altersfreigabe ab 12 Jahren.

## Kritik
Trotz der Distanzierung von Romero und Zombiefilmen im Allgemeinen im Making of zogen mehrere Kritiker Parallelen zu modernen Zombiefilmen, so unter anderem zu 28 Days Later und dem Romero-Remake Dawn of the Dead. Erwähnung in den Besprechungen fand auch immer wieder die moderne französische Horrorfilmwelle um Martyrs, Inside und Frontier(s) – Kennst du deine Schmerzgrenze?. Xavier Gens, Regisseur von letzterem, war hier auch als Produzent tätig. Die größte Inspiration bezog der Film aus Sicht der Kritiker jedoch aus John Carpenters Assault – Anschlag bei Nacht, da sich der Grundplot (zwei verfeindete Gruppierungen müssen zusammenarbeiten, um einen gemeinsamen Feind zu begegnen), sowie die Begrenzung des Raums sehr ähneln. Trotz großer Vorschusslorbeeren wurde der Film lediglich für Genre-Freunde empfohlen:

„„La Horde“ schwimmt auf dem Trend der harten französischen Horrorwelle mit, enttäuscht aber mit einem Mangel an Ideen und einer uninspirierten Figurenzeichnung. Nur Splatterfilm-Liebhaber könnten von Yannick Dahans und Benjamin Rochers weitgehend sinnfreier und ideologisch fragwürdiger Schlachtplatte angesprochen werden.“